# Geobreeders
Geobreeders é uma série de anime e mangá de comédia lançado 12 volumes tankoubon, um primeiro OVA de 3 episódios e um segundo OVA de 4 episódios.

## Enredo
Inicia-se em um ataque a uma usina atômica com dispositivos magnéticos. Aos poucos os atacantes são revelados: tanques de guerras pilotados por gatos. Mas não são gatos comuns, são gatos fantasmas. Assim começa uma caçada a esses gatos fantasmas, que podem assumir a forma humana.

## Publicação

### No Japão
O mangá ainda está em publicação e seu último capítulo saiu em 2009.

### No Brasil
O primeiro capítulo do mangá foi publicado com o título A Agência, no Superalmanaque mangá da Editora Mythos, mas a publicação foi cancelada.